# Ère Ninju
L’ère Ninju (仁寿) est une des ères du Japon (年号, nengō, lit. « nom de l'année ») après l'ère Kashō et avant l'ère Saikō. Cette ère couvre la période allant du mois d'avril 851 jusqu'au mois de novembre 854. L'empereur régnant est Montoku (文徳天皇).

## Changement d'ère
- 5 février 851 Ninju gannen (仁寿元年?) : Le nom de la nouvelle ère est créé pour marquer un événement ou une série d'événements. L'ancienne ère se termine quand commence la nouvelle, en Kashō 4, le 28e jour du 4e mois de 851[3].

## Événements de l'ère Ninju
- 853 (Ninju 3, 2e mois) : L'empereur rend visite à l'udaijin Fujiwara no Yoshifusa, grand-père de son héritier désigné[4].
- 853 (Ninju 3, 5e mois): Le sanctuaire Asama dans la province de Suruga est classé myōjin, et le sanctuaire se voit accorder un classement national dans la liste des sanctuaires et des temples[5].

| Ninju     | 1re | 2e  | 3e  | 4e  |
| Grégorien | 851 | 852 | 853 | 854 |